# Brouwerij De Block
Brouwerij De Block is een Belgische brouwerij in Peizegem (Merchtem).
De brouwerij was in de 19e eeuw een van de zes die Peizegem rijk was, de geschiedenis van de brouwerij gaat terug tot in de 14e eeuw. Het is echter Louis De Block die het huidige bedrijf opstartte in 1887. Hij was eerst mulder en landbouwer, maar was wel gehuwd met de dochter van de brouwer van brouwerij Joostens uit Baardegem.
Hij werd later opgevolgd door zijn zoon Alfons die in de leer ging bij brouwer Jozef van Ginderachter van brouwerij Martinas uit Merchtem. Nadien werd het bedrijf geleid door schoonzoon Paul Saerens. De omzet bedraagt ongeveer 7.000 hectoliter per jaar.

## Biersoorten
- Satan Red - amber, 8%
- Satan Gold - blond, 8%
- Satan Black - donker, 8%
- Dendermonde Tripel - blond, 8%
- Kastaar - goudblond, 5,5%
- Special 6 Block - amber ale, 6%